# Nikífor Grigóriev
Nikífor Aleksándrovich Grigóriev, transliteración del cirílico ruso: Никифор Александрович Григорьев, ukranio: Никифір Олександрович Григор’єв (Zastavlia, hoy en el raión de Dunaivtsi, gobernación de Podolia, 1885-Sentovo, 27 de julio de 1919), nacido Nychypir Servétnyk (ucraniano: Ничипір Серветник), también conocido como Atamán Grigóriev; Matvéi Grigóriev y Mykola Grigóriev, Atamán de Jersón, fue un militar ucraniano de la guerra civil rusa.

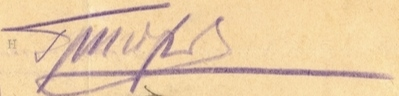
Un autógrafo

## Orígenes
Nacido en 1885 en la aldea de Zastavlia, sirvió en el Ejército Imperial Ruso durante la guerra ruso-japonesa con los cosacos del Baikal. Posteriormente, se combatió en la Primera Guerra Mundial como capitán del Ejército de Cosacos, y fue condecorado por su valentía y audacia en el combate con la Cruz de San Jorge. En 1917, tras la Revolución de Febrero, se unió a los nacionalistas ucranianos leales a la Rada Central Ucraniana de Kiev como teniente coronel. 

## Guerra civil rusa
En abril de 1918, apoyó el golpe conservador del hetman Pavló Skoropadski y fue elevado al rango de coronel. Más tarde, en noviembre se unió al nacionalista Simon Petliura en el derrocamiento del Hetmanato y la restitución del gobierno de la Rada Central Ucraniana en la República Popular Ucraniana.

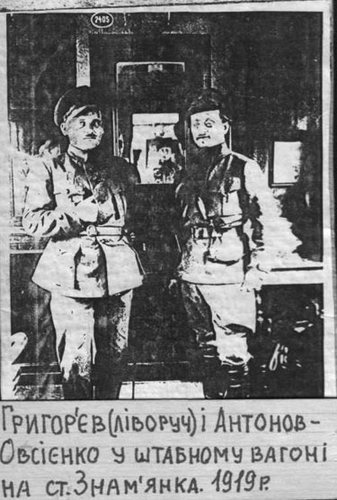
Nikífor Grigóriev y Antónov-Ovséyenko, Známyanka, 1919

El 19 de febrero de 1919, se sometió al general bolchevique Pável Dybenko, fue nombrado comandante de la Sexta División Soviética de Ucrania y empezó a atacar a los regimientos nacionalistas al este de Jersón. Tomó Mykoláiv a los franceses.  Quedó como gobernador de Známenka, Elisavetgrado y Oleksandría. Así, el 8 de abril conquistó y saqueó Odesa, masacrando a los prisioneros griegos, pero empezó a tener discusiones con las autoridades bolcheviques, que deseaban controlarlo y acabar con los abusos que sufrían los campesinos que lo apoyaban.

## Rebelión y final

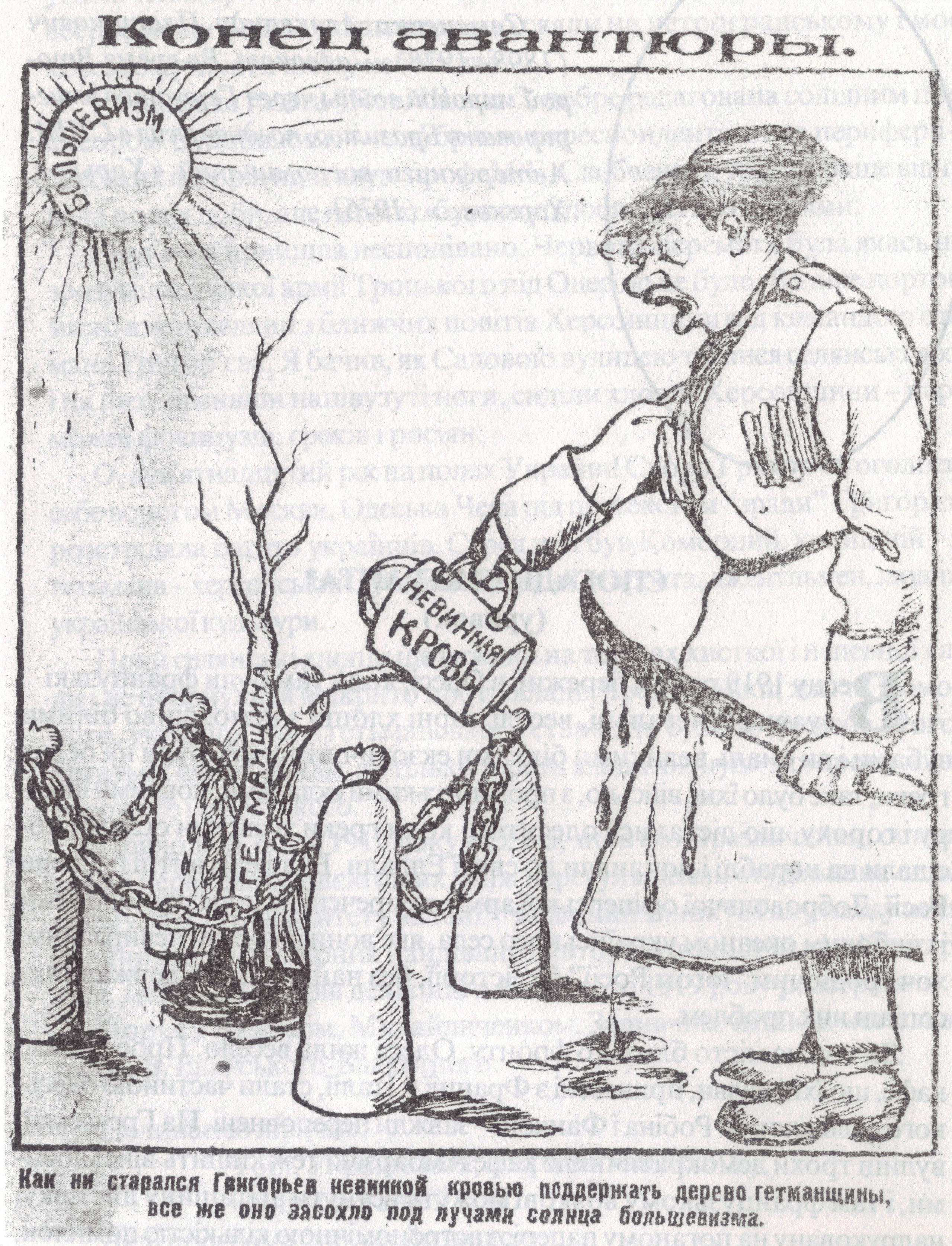
Una caricatura soviética

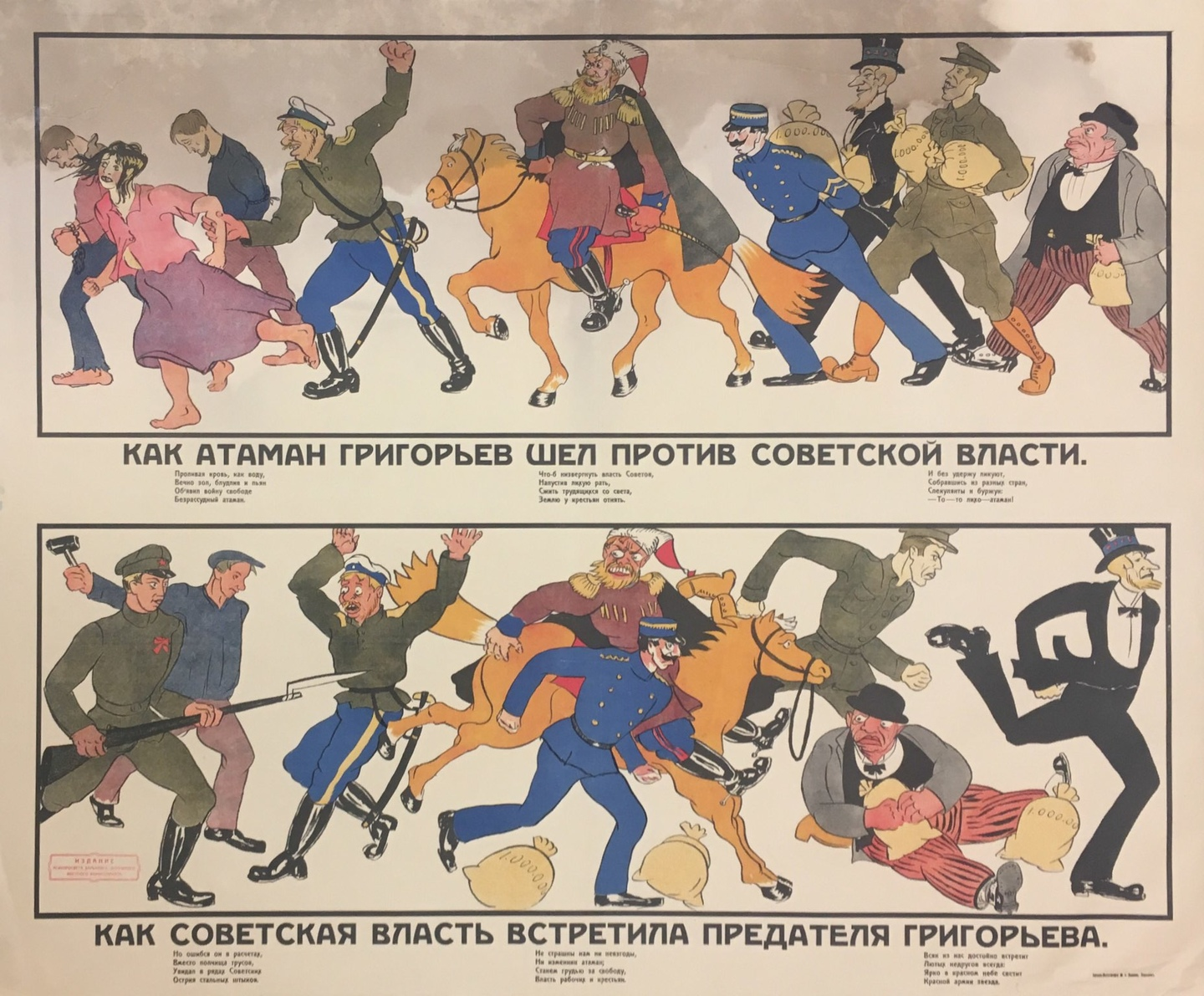
Le cartel propagandístico

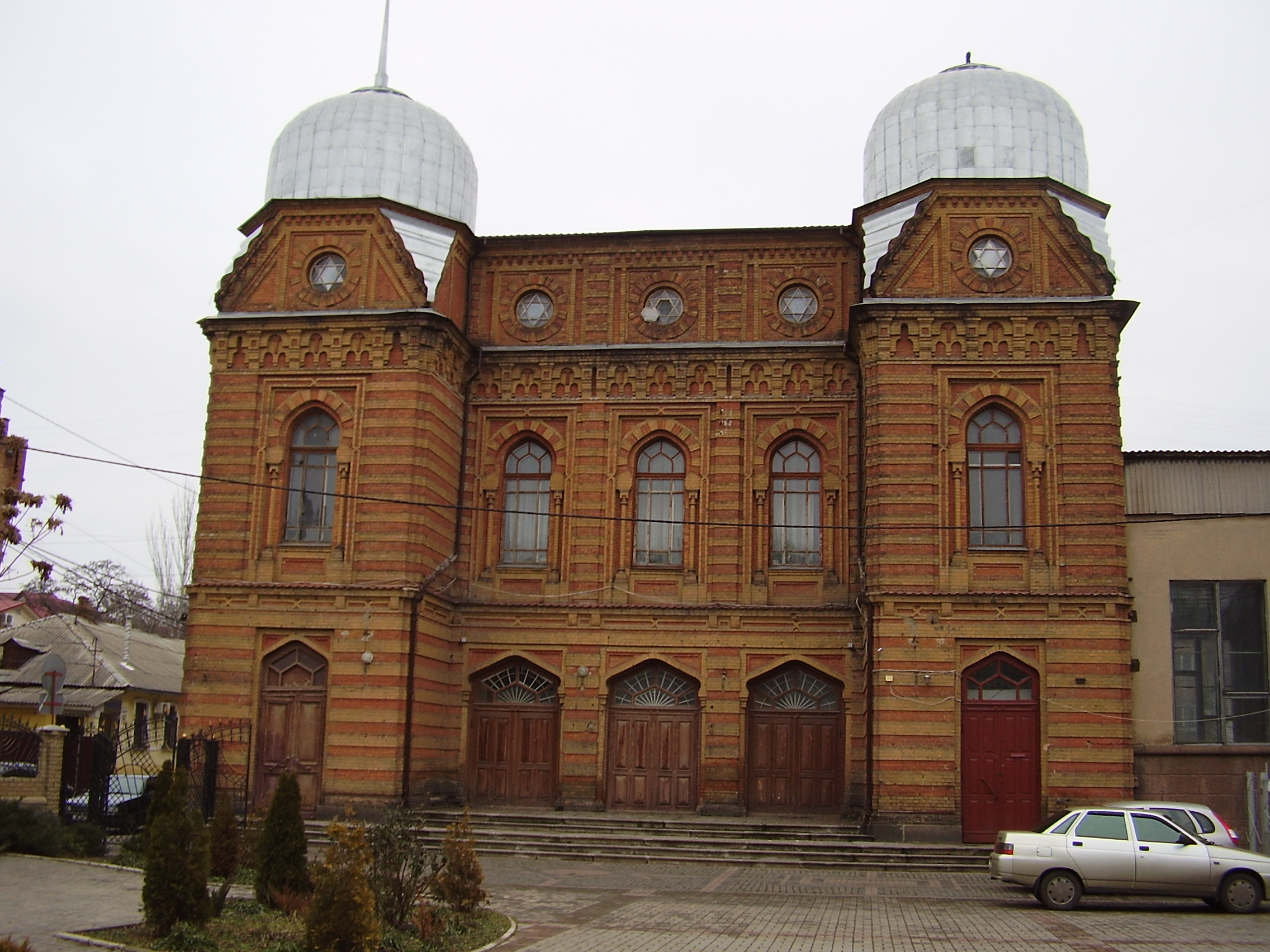
La gran sinagoga coral de Kropivnitski, saqueada durante el levantamiento

Posteriormente, a partir del 7 de mayo, cambio de bando en apoyo de Danilo Terpilo y se enfrentó a los nacionalistas de Petliura, los comunistas y al Ejército Blanco de Antón Denikin. Contaba con 15 000, 16 000 o 20 000 soldados, 500 a 700 ametralladoras, 50 a 52 cañones y 6 a 7 trenes blindados. La situación era desesperada para los rojos por haber perdido la superioridad numérica, aunque tenían 120 000 hombres en Ucrania. Debieron distraer veinte mil soldados para enfrentar a Grigóriev y catorce mil contra los cosacos del Don, que en número de 30 000 los acosaban en su retaguardia, cortando sus líneas de suministros y asesinando a sus funcionarios de gobierno. La rebelión cosaca permitió a sus hermanos del Térek y Kubán armar treinta mil jinetes y a Denikin aumentar a su ejército de sesenta a cien mil hombres, hacer colapsar la posición comunista en Ucrania y lanzar su ofensiva de 1919.
Tomaron Cherkasy, Elisavetgrado, Jersón, Nikoláyev y Odesa a los gritos de «¡Todo el poder a los sóviets del pueblo ucraniano!», «¡Ucrania para los ucranianos sin bolcheviques ni judíos!», «Reparto de tierras» y «Libertad de empresa y de comercio». La cercanía del atamán a Ekaterinoslav preocupaba a las autoridades bolcheviques de Járkov. Grigóriev se presentaba a sí mismo como el «libertador de Ucrania». Sus seguidores son apodados «grigorievistas». En cada ciudad y pueblo que tomaba masacraba a los judíos locales, el peor sucedió después que sus tropas tomaron Elisavetgrado y realizaron un pogromo donde mataron más de tres mil entre el 15 y 17 de mayo. En total, durante ese verano hizo asesinar a seis mil judíos. Paradójicamente, su rebelión ayudó mucho al avance blanco hacia Moscú.
Según la historiografía soviética, su rebelión impidió a los bolcheviques invadir el Reino de Rumania para ayudar a Béla Kun porque debieron desviar a los ejércitos de Kliment Voroshílov y Aleksandr Yákovlevich Parhómenko para derrotarlo: 70 000 soldados, 186 cañones, 1050 ametralladoras, 14 trenes blindados y 15 aeronaves.

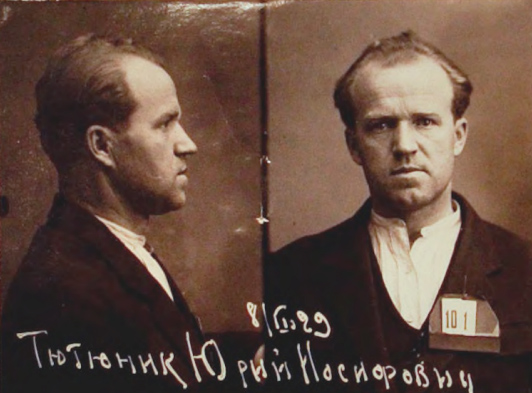
Fotografía de Yuri Tyutyúnnik, tomada en 1930 poco antes de su ejecución por la OGPU.

Más tarde se dedicó a expulsar a los bolcheviques de la provincia de Cherkasi, a las puertas de Kiev, dedicándose a enfrentar a rojos y blancos. Para junio Denikin y Dybenko le habían propinado varias derrotas y debió atrincherarse en Jersón, los territorios del Ejército Negro de Néstor Majnó. El 25 de junio firmó una alianza con los negros contra los rojos, recibiendo el mando nominal de las fuerzas conjuntas. El 27 de julio se reunió en el Congreso con los jefes rebeldes de Jersón, Táurida y Ekaterinoslav (más de 20 000 representantes, guerrilleros y campesinos se reunieron en la aldea de Sentovo), pero fue arrestado y ejecutado por Majnó junto a su Estado Mayor, responsabilizados por los pogromos realizados. Los majnovistas lo consideraban solo un aventurero que llevaba a las masas trabajadoras por un camino equivocado.
Las tropas del difunto atamán quedaron a las órdenes de Majnó, pero debido a que sólo se podía servir voluntariamente en el Ejército Negro la mayoría prefirió marcharse a combatir por Petliura. Según los anarquistas, esto se debió al profundo antisemitismo que el atamán le había inculcado a sus hombres. Su fiel lugarteniente, Yuri Yósipovich Tyutyúnnik, siguió combatiendo hasta su derrota en 1921 en los campos de Kiev y Volinia.